# Saul Zaentz

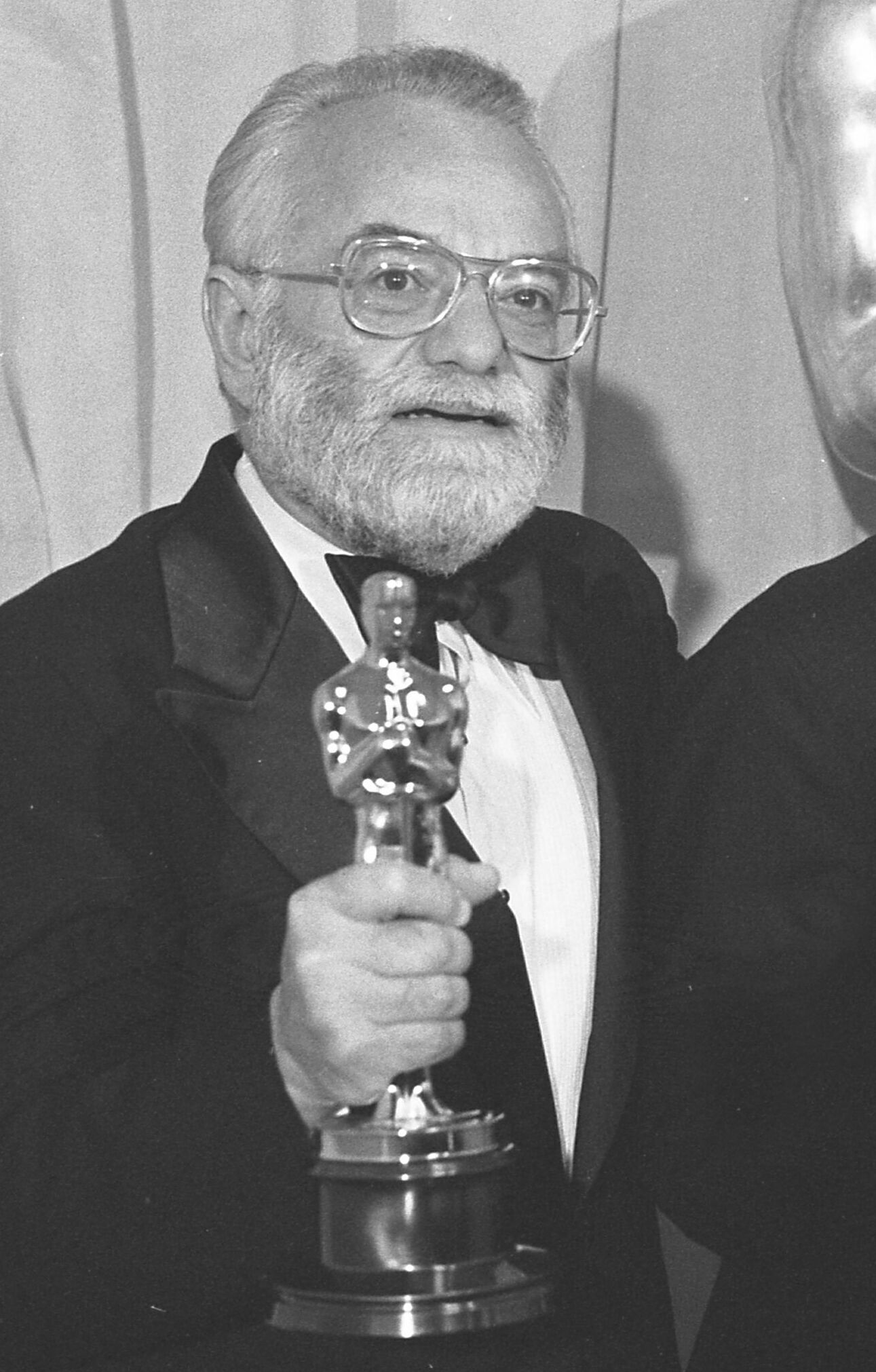
Saul Zaentz mit dem Oscar für Einer flog über das Kuckucksnest (1976)

Saul Zaentz (* 28. Februar 1921 in Passaic, New Jersey; † 3. Januar 2014 in San Francisco, Kalifornien) war ein US-amerikanischer Filmproduzent. Er produzierte Filme wie Einer flog über das Kuckucksnest (1975), Amadeus (1984) und Der englische Patient (1996), für die er jeweils einen Oscar erhielt.

## Leben
Zaentz’ Familie entstammt dem russisch-polnischen Judentum. Mitte der 1950er Jahre trat er dem amerikanischen Plattenlabel Fantasy Records bei, das er 1967 von den ursprünglichen Gründern aufkaufte. 2004 wurde das Plattenlabel wieder verkauft.
Zaentz hatte einen jahrelangen Rechtsstreit mit John Fogerty, dem Songwriter der kommerziell sehr erfolgreichen Band Creedence Clearwater Revival, die bei Fantasy unter Vertrag war. Das Label besaß aufgrund eines Knebelvertrags die Rechte an Fogertys Hits. Als Fogerty 1972 seine Band verließ und eine Solokarriere startete, verklagte ihn Zaentz wegen Selbstplagiaten. Fogerty rächte sich später mit eindeutig zweideutigen Songs wie Mr. Greed und Zanz Can’t Danz, der nach weiteren Rechtsstreitereien schließlich in Vanz Can’t Danz umbenannt wurde.
In den 1970er Jahren gründete Zaentz die The Saul Zaentz Company und kaufte dem US-amerikanischen Filmstudio United Artists die Rechte zur Verfilmung von J. R. R. Tolkiens Der-Herr-der-Ringe-Büchern ab. Sie werden unter dem Namen Tolkien Enterprises, seit 2010 Middle-earth Enterprises, vermarktet. Er produzierte den Zeichentrickfilm Der Herr der Ringe (1978) und vergab die Lizenz für die drei Verfilmungen durch Peter Jackson. An der Produktion von Die Gefährten, Die zwei Türme und Die Rückkehr des Königs war Zaentz nicht direkt beteiligt, sondern partizipierte aufgrund des Lizenzvertrags an den weltweiten Einnahmen der Filmreihe und den Merchandisingprodukten.
Die Rechte für die Theaterfassung und eine Verfilmung von Ken Keseys 1962 veröffentlichtem Roman Einer flog über das Kuckucksnest gehörten ursprünglich Kirk Douglas. Eine von Dale Wasserman geschriebene Theaterfassung wurde bereits 1963 am Broadway in New York aufgeführt. Kirk Douglas spielte die Hauptrolle. Gene Wilder spielte bei der Uraufführung den Billy Bibbit.
Kirk Douglas gelang es nicht, ein Filmstudio für eine Verfilmung des Romans zu begeistern. Er überließ schließlich die Filmrechte seinem Sohn Michael Douglas. Michael Douglas produzierte diesen Film zusammen mit Saul Zaentz. Produziert wurde mit der Firma Fantasy Films, die im Besitz eines Distributionsvertrags mit United Artists war. Der Film erhielt eine Reihe von Auszeichnungen, darunter nicht weniger als fünf Oscars: Bester Film, Beste Regie (Miloš Forman), Bestes adaptiertes Drehbuch, Bester Hauptdarsteller (Jack Nicholson), Beste Hauptdarstellerin (Louise Fletcher). Damit war der Film nach Es geschah in einer Nacht (1935) von Frank Capra der zweite Film, der in den fünf wichtigsten Kategorien – den sogenannten Big Five – einen Oscar gewinnen konnte. Einer flog über das Kuckucksnest festigte nicht nur Jack Nicholsons Ruf als Charakterdarsteller, sondern verhalf auch mehreren Schauspielern zum Durchbruch: Christopher Lloyd, Brad Dourif und Danny DeVito gaben in diesem Film ihr Debüt.
Zaentz starb an den Folgen einer Alzheimererkrankung. Er hinterließ vier Kinder.

## Filmografie (Auswahl)
- 1975: Einer flog über das Kuckucksnest (One Flew Over The Cuckoo’s Nest)
- 1978: Der Herr der Ringe (The Lord of the Rings)
- 1984: Amadeus
- 1986: Mosquito Coast (The Mosquito Coast)
- 1988: Die unerträgliche Leichtigkeit des Seins (The Unbearable Lightness of Being)
- 1991: Ein Pfeil in den Himmel (At Play in the Fields of the Lord)
- 1996: Der englische Patient (The English Patient)
- 2006: Goyas Geister (Los fantasmas de Goya)

## Auszeichnungen (Auswahl)
- 1975: Academy Award als Produzent für Einer flog über das Kuckucksnest
- 1984: Academy Award als Produzent für Amadeus
- 1996: Academy Award als Produzent für Der englische Patient
- 1997: Irving G. Thalberg Memorial Award